# バウンサー (ゲーム)
『バウンサー』 (The Bouncer) は、2000年12月23日に発売されたPlayStation 2用のテレビゲーム。株式会社スクウェア（現株式会社スクウェア・エニックス）とドリームファクトリーによる、シネマティックなアクションロールプレイングゲーム。世界累計販売本数は99万本。

## 概要
ハード性能を活かしたリアルな映像や、音声・字幕のバイリンガル性など、映画を意識したスタイルが特徴的。ゲーム内操作方法は3D格闘ゲームのものと類似しており、最大4人による対戦プレイも可能。ACS（アクティブ・キャラクター・セレクト）と呼ばれるマルチ・シナリオシステムを搭載。従来のRPGと同様、キャラクタのステータスはゲーム進捗にしたがって成長する。本編の随所に挿入されるムービーの途中に、"ACS（キャラ選択）"ができる場面がある。この時に誰を選ぶかによって、会話などイベントの内容が変わってくる。
バトルの前にACSの画面になる。ここではキャラのステータスであるLife（体力）、Power（攻撃力）、Defense（防御力）と、修得済みの技をチェックできる。その後、バトル中に自分で動かすキャラクターを3人の主人公の中から選ぶ。バトル中はプレイヤーが1人を、残り2人はコンピュータが動かしながら戦闘が進み、バトル終了後に得たポイントでキャラクターを成長させられる。戦う時に選択したキャラが成長するシステムとなる。
またロード画面ではACSで選択したキャラクターの過去ストーリーが文章で表示され、こちらもストーリーに大きく関わってくる。

## ストーリー
超巨大国企業「ミカド・グループ」。その本社ビルが目に付く街「ドッグストリート」。そこにある酒場には必ずバウンサー（用心棒）がいる。シオン、コウ、ヴォルトの3人も酒場「FATE」のバウンサーとして、自分たちの店を厄介者から守っていた。
シオン・バルザード（Sion Barzahd）は、ある日ストリートで行き倒れている少女ドミニク・クロス（Dominique Cross）を匿う。やがて彼女は店に加わりマスコット的存在のような扱いとなる。
ドミニクがFATEにも馴染んだ頃。ミカド・グループによる、衛星からのエネルギー転送システムが公表される。時を同じくして同社の特殊工作部隊がFATEを強襲、ドミニクが拉致されてしまう。
ドミニクを奪還すべくFATEをあとにしたシオン含む3人のバウンサーたちは、それぞれの過去や運命と対峙しながら、クロス兄妹の因縁深い半生、ミカド・グループの真の目的を目の当たりにする。

## 登場人物

### FATE
シオン・バルザード（Sion Barzahd）
声：櫻井孝宏
年齢：19歳 / 身長：175cm / 戦闘スタイル：拳法を独特にアレンジしたストリートファイトスタイル
本作の主人公。FATEのバウンサーの一人で、中肉中背の体型ながらも一流の拳法家である強者。帰る家もない天涯孤独の身であったところを鳳に出会い紆余曲折を経て、弟子となった。やがて成長し、カルディアと出会い恋仲になったが、彼女は事故で死亡してしまい、自暴自棄に陥り、自殺願望もあり暴れる日々を過ごす。そしてFATEのヴォルトの噂を聞き、訪れ、戦ったが決着がつかず、その実力をマスターに買われたことでバウンサーとして雇われ、現在に至る。ドミニクの天真爛漫さに触れ、徐々に心を開き始めるようになる。
ヴォルト・クルーガー（Volt Krueger）
声：郷里大輔
年齢：27歳 / 身長：192cm / 戦闘スタイル：体格を生かしたパワープロレス
FATEのバウンサーの一人であり、古株。格闘スタイルは恵まれた体格を活かしたプロレス技。厳つい顔立ちの強面で実際に腕っぷしの強さも相当なものであるが、基本的な性格は冷静な理論派。実は過去にミカドグループに所属し、先代ミカドのSPを務めており、そのことでドミニクの秘密も知っていた。少年時代はガキ大将の立場にいたようで、あるとき、自分の仲間を守るために殺人の仕事を引き受けたが、そのターゲットが先代ミカドであった。SPを薙ぎ倒し、ついに先代ミカドのもとまで着いたが、ヴォルドを見ても全く臆さなかった。このことで互いに認めあったのか、先代ミカドはヴォルドをSPとして採用し、ヴォルドも忠誠を誓うようになる。しかし、先代ミカドを自らの野望を邪魔するものと見做したドゥラガンとその協力者のエキドナに先代ミカドは殺され、さらには濡れ衣を着せられた上で自身も殺されかけたが、一命をとりとめ、偶然見掛けたFATEのマスターに匿ってもらい、そしてバウンサーとして腕を認められ現在に至る。なお、額についている鬼の角のようなものは殺されかけたさいについた大きい傷痕が目立っていたのを隠すためにつけたボディピアスである。肩には「[[ファイナルファンタジーシリーズ」に登場したサボテンダーのエンブレムがある。
コウ・レイフォー（Kou Leifoh）
声：中尾隆聖
年齢：25歳 / 身長：185cm / 戦闘スタイル：長い脚が猛威を振るうテコンドー
FATEのバウンサーの一人。全身にタトゥーを入れているテコンドーの達人。名門ハースト家の子息であり、勉強はもちろん、音楽や芸術にも才を見せる神童であったが、彼自身は武道に興味を持っていたものの、危険と周囲からも反対されジレンマを抱いていた。ついに我慢しきれず「武道が習えないなら家を出る」と脅しに近い要求で周囲を説得させ、テコンドーの師範レイフォーに弟子入りする。天賦の才でテコンドーも極め、師範からも「跡継ぎにしたい」と絶賛されたものの「しかし、ハースト家の子息だから叶わぬ」と言われてしまう。やがて成長したコウは博士号も手にいれるほどとなったが、武道で得た充実感と師範への崇拝から「コウ・ハーストではなく、コウ・レイフォーとして生きます」と宣言して家を出て、とある機関の職に就く。そして、ある任務でドミニクの護衛を頼まれ、町へ来たものの、上手くいかず、FATEで飲んで愚痴をこぼしていたさいに同情したドミニクから「バウンサーはどう？」と頼まれ、現在に至る。今でこそ性格は軽いが、昔は親にも敬語で話すなど礼儀正しい性格であった。しかし、意思の弱い一面もあり、申し訳なさを感じながらも約束を反故にして、自分のやりたいことをするなど、身勝手な部分もあった。
ドミニク・クロス（Dominique Cross）
声：柚木涼香
年齢：15歳 / 身長：147cm
天真爛漫な少女。シオンと同じ「DOG STREET」のコートを着ている。FATEによく赴き、シオンたちとも顔馴染み。ドゥラガンの実妹であり、すでに亡くなっている。亡くなった際にサイボーグ化したことで蘇ったが、このことで記憶を一切なくしていた。

### ミカドグループ
ドゥラガン・C・ミカド（Dauragon C Mikado）
声：若本規夫
年齢：26歳 / 身長：188cm
ミカドグループの現総帥であり、ドミニクの実兄。シオンと同じ凰に師事しており、シオンの兄弟子でもある。実業家としての才覚はおろか、英才教育で体得した拳法の腕前も超一流。本性は世界を我が物にしようとする独裁者であり、裏では犯罪や殺人も行っている凶悪な人物である。両親はおらず、病気にかかった妹を背負って様々な病院を駆け巡ったが門前払いをくらったことで、遂には妹が死んでしまうという不幸に見舞われてしまう。そこを先代ミカドに拾われて養子となり、英才教育を受けるが、ドミニクを蘇らせるために手段を選ばず犯罪も辞さない性格となってしまう。最後はシオンたちに敗れ、爆発に巻き込まれ死亡する。
無月（むげつ / Mugetsu）
声：上田祐司
年齢：推定30歳 / 身長：180cm
序盤でドミニクをさらった部隊のリーダー。忍者のような姿をしている。精神破綻者だが部隊のリーダーだけあって腕は立ち、シオンたちとは三度戦う。最後は空中船の上で戦うが、エンジンのバックファイアによって木端微塵になった。
エキドナ（Echidna）
声：笹木綾子
年齢：25歳 / 身長：166cm
ミカドグループの幹部。武道派の一人。常にビキニ姿で、鬼の角のような髪型をしている女性。先代のミカドのSPの一人でもあったが、ヴォルドへの対抗意識をドゥラガンにつけこまれて寝返り、先代ミカドを暗殺してヴォルドにその濡れ衣を着せて死に追い込んだと彼女は思っていた。エキドナはコードネームであり、本名はエイナ・ポーラ。カポエラ使いでシオンたちとは二度戦う。プライドと向上心が強く、常に一番を目指す野心家であり、ミカドグループに所属し、総帥から認められ地位が高かったヴォルトへの深い恨みとなっている。最後は改心し、自分もFATEのバウンサーになろうとする。
凰 李雲（オウ・リウン / Wong Leung）
声：川久保潔
シオンとドゥラガンの武術の師匠。このことからミカドグループの中枢にも関わっていたが、ドゥラガンの野望を危険視しており止めようとしたが、敗れてしまい死亡する。
カルディア・オーキッド（Kaldea Orchid）
声：高島雅羅
年齢：不評 / 身長：168cm / 戦闘スタイル：拳を特にレンしたストリートファイトスタイル
ドゥラガンの側近で、シオンの元恋人。シオンが修行していた時に出会ったのが馴れ初め。体が弱く、シオンから修行を誘われても断っていた。事故で死んだとされていたが、実はドミニクの体質を直す実験の材料とされていた。バイオノイドとなり、多少ではあるが実年齢よりも老化が進み、戦闘能力が格段にあがり、黒い豹に変身する能力も身につけた。ルートによって2つの結末があり、どちらのルートも死亡する。
先代ミカド（Master Mikado）
声：島香裕
ドゥラガンとドミニクの養父。先代のミカドグループの総帥だったが物語開始前に暗殺される。物語開始時点では故人であり回想シーンなど出番は非常に少ないが当時は敵対関係にあったヴォルドから殺されそうになった状況に出くわしても臆さないなど気骨のある人物であった模様。
リアン・コールドウェル（Leann Caldwell）
声：佐藤麻子
隠しキャラクターの一人でコウの同僚。上官がいうにはサバイバル能力ならコウよりも上。

### その他
ニュースキャスター（Newscaster）
声：一城みゆ希
オープニングでテレビ放送されていた番組に出演した女性アナウンサー。ミカド社の新企画に関する報道をした。

## 主なスタッフ
- ディレクター：時田貴司
- キャラクターデザイン：野村哲也
- 美術監修：直良有祐
- ミュージック・コンポーザー：松枝賀子、江口貴勅
- アシスタント・サウンドエディター：神谷智洋

## 主題歌
- 日本語版エンディングテーマ『Forevermore 〜終わらないもの〜』 歌 - 野田麗子
- 英語版エンディングテーマ『Love is the Gift』 歌 - Shanice